# Giebelpfuhl (Oberbarnim)

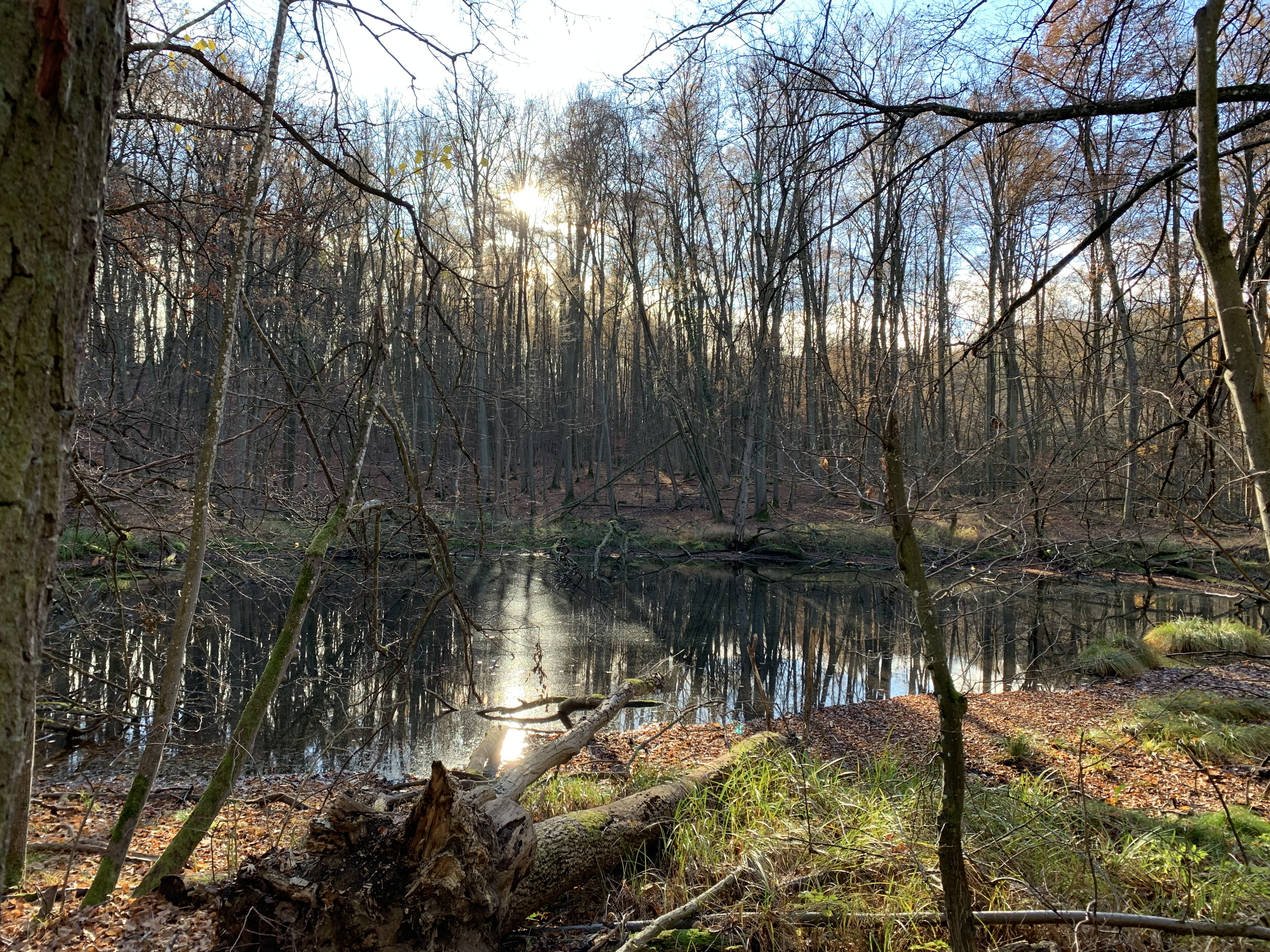
Giebelpfuhl

Der Giebelpfuhl ist ein Kesselmoor auf der Gemarkung der Gemeinde Oberbarnim im Landkreis Märkisch-Oderland im Land Brandenburg.
Das Moor liegt südwestlich des Gemeindezentrums im Naturpark Märkische Schweiz. Östlich des Gewässers liegt der Kleine Tornowsee, südlich fließt die Stöbber vorbei.